# Eleocharis rugosa
Eleocharis rugosa är en halvgräsart som beskrevs av David Alan Simpson. Eleocharis rugosa ingår i släktet småsäv, och familjen halvgräs. Inga underarter finns listade i Catalogue of Life.